# Atriculicoides
Atriculicoides — викопний рід двокрилих комах родини мокреців (Ceratopogonidae), який існував наприкінці крейди. Різні види знайдені у бурштині з Канади, Іспанії, Франції, Росії та М'янми.

## Види
- Atriculicoides cenomanensis
- Atriculicoides ciliatus
- Atriculicoides dasyheleis
- Atriculicoides globosus
- Atriculicoides hispanicus
- Atriculicoides incompletus
- Atriculicoides macrophthalmus
- Atriculicoides sanjusti
- Atriculicoides sibiricus
- Atriculicoides swinhoei
- Atriculicoides szadziewskii
- Atriculicoides taimyricus